# Аполо 12
Аполо 12 (на английски: Apollo 12) е шестата пилотирана мисия по Програма Аполо на НАСА и втората, която каца на Луната.
Астронавтите Чарлс Конрад и Алън Бийн се спускат на повърхността, докато Ричард Гордън остава в командния модул на орбита около Луната. Компютрите приземяват лунния модул в „Океана на бурите“ (Oceanus Procellarum) на 19 ноември 1969, близо до апарата Surveyor 3, който е кацнал на Луната през април 1967 г. Чарлс Конрад и Алън Бийн стават третия и четвъртия човек, стъпили на Луната.
Навлизането в земната атмосфера и приводняването става на 24 ноември 1969 г.

## Екипаж
| Пост                     | Астронавт                           |
| ------------------------ | ----------------------------------- |
| Командир                 | Чарлс Конрад три космически полета  |
| Пилот на командния модул | Ричард Гордън два космически полета |
| Пилот на лунния модул    | Алън Бийн един космически полет     |

* Броят на полетите за всеки астронавт е преди и включително тази мисия.

## Дублиращ екипаж
| Пост                     | Астронавт                         |
| ------------------------ | --------------------------------- |
| Командир                 | Дейвид Скот два космически полета |
| Пилот на командния модул | Алфред Уордън                     |
| Пилот на лунния модул    | Джеймс Ъруин                      |

* Броят на полетите за всеки астронавт е преди и включително тази мисия.

## Общи сведения
Корабът е съставен от команден модул (образец 108) и лунен модул (образец LM-6).
За командния модул астронавтите избират позивна „Янки Клипър“, за лунния модул – „Интрепид“ – имена на кораби от американския военноморски флот. (Всички членове от екипажа са офицери от ВМС на САЩ).
Емблемата на полета е клипър на фона на Луната. Четвъртата звезда в емблемата на полета била добавена в памет на загиналия в авиокатастрофа астронавт Клифтън Уилямс, чието място в екипажа за полета на Аполо 12 е заел Алън Бийн.
Масата на кораба е 43,9 т.
За старта е използвана ракета „Сатурн-5“ (образец AS-507).
Цел на полета – кацане на Луната и провеждане на изследвания по много по-обширна програма от тази за полета на кораба Аполо 11.

## Програма на полета
Предвижда се:
- кацане на Луната в Океана на Бурите на около 1540 км западно от мястото на прилуняване на „Аполо-11“
- събиране на образци от лунния грунт
- фотографиране на повърхността на Луната
- монтиране на Луната на измервателни уреди
- фотографиране на повърхността на Луната от селеноцентрична орбита (по-специално на някои участъци, избрани за кацания на следващите кораби „Аполо“)
- търсене на автоматичния космически апарат „Сървейър-3“ (извършил кацане на Луната на 20 април 1967 г.)
- демонтаж на някои детайли на този апарат и доставката им на Земята за изучаване на влиянието на продължителното пребиваване в лунни условия
- провеждане на телевизионни сеанси от борда на кораба и от повърхността на Луната.

Програмата на полета е изпълнена почти изцяло (заради неизправност на телевизионната камера не са проведени два запланирани телевизионни сеанса на цветно заснемане от Луната).

## Стартът
В Центъра за управление при старта сред почетните гости присъства президентът Никсън. На космодрума и в прилежащия район стартът е наблюдаван от около 300 хиляди души.
Въпреки неблагоприятните метеорологични условия (дъжд, ниска гръмотевична облачност) е решено стартът да не се отлага, доколкото при следващата възможна дата за нов старт няма да е възможно кацането в района на апарата „Сървейър-3“.
Корабът „Аполо-12“ стартира на 14 ноември 1969 год в 16 часа 22 минути GMT на 670 мсек. след разчетеното време.
През първата минута на полета възниква аварийна ситуация вследствие на два удара от мълнии (на 37-ата и 53-тата секунди от полета). Те предизвикват аварийно изключване на енергийните елементи на кораба (Бийн отново ги включва ръчно на втората минута от полета) и повреждат някои датчици на кораба. Втората мълния води до разцентроване на жироскопите за ориентиране и навигация. Апаратурата е пренастроена по-късно по наблюдение на звездите. Ударите от мълнии не се отразяват на работата на ракетата-носител и корабът е изведен на околоземна орбита близка до планираната.

## Полетът до Луната
След извеждането на околоземна орбита на последната степен от ракетата-носител с кораба на нея, екипажът провежда около два часа проверка на бордовите системи. Особено внимателно се търсят възможни повреди в резултат на гръмотевичните удари. Проверката не открива никакви съществени неизправности.
На третия час от полета двигателят на последната степен е включен вторично и извежда степента и кораба на траектория за полет към Луната.
След маневра за пренареждане отсеците на кораба той е отведен на безопасно разстояние от последната степен на ракетата-носител и започва самостоятелния си полет към Луната.
В хода на полета е проведена непредвидена в първоначалната програма проверка на системите на лунния модул (в частност има опасения за повреди от мълниите при старта на електронната система на радиолокатора). Проверката показала, че бордовите системи на лунния модул са изправни.

## Прилуняването
Конрад и Бийн преминават в лунния модул около четири часа преди разстиковката му с командния. Отделянето става на сто и осмия час на полета. Модулите са отведени един от друг на разстояние около пет километра.
На сто и десетия час от полета е включен двигателят на прилуняващата степен на лунния модул, и започва работа системата за автоматично кацане.
На височина 162 метра над повърхността на Луната е включена полуавтоматичната система за кацане. Бордното оборудване на лунния модул работи изключително ефективно (по-конкретно Конрад съобщава, че ако е продължила работата на системата за автоматично кацане (предвиждала се такава възможност), то лунният модул е щял да се спусне точно върху апарата „Сървейър-3“.
Конрад решава да прелети край апарата „Сървейър-3“ и да приземи лунния модул в противоположния край на кратера, в който е апаратът. Конрад наблюдавал местността през илюминатора, а Бийн в това време следи показанията на приборите. На височина около 90 метра реактивната струя на двигателя вдига облаци прах от повърхността на Луната. Вдигнатият прах почти скрива повърхността и Конрад прилунява кабината по-близо до ръба на кратера, отколкото е искал.
Кацането на Луната е извършено на 19 ноември 1969 год в 6 часа 54 минути 43 секунди GMT. Бордово време на кацането – 110 часа 32 минути 43 секунди. Лунният модул се спуска на 45 метра от края на кратера, на разстояние около 200 метра от апарата „Сървейър-3“.

## Лунните експедиции
След кацането астронавтите в продължение на няколко минути са в готовност за авариен старт от Луната. Понеже такъв не се налага от обстановката, астронавтите получават разрешение от Центъра за управление и започват подготовка за своето първо излизане на Луната.
Пръв на повърхността на Луната в бордово време 115 часа 23 минути 10 секунди се спуска Конрад. От него очаквали историческа фраза, подобна на тая, която произнесе Нийл Армстронг („Това е една малка крачка на човека, но огромен скок за цялото човечество“). Но Конрад помнейки думите на Армстронг и намеквайки за своя малък ръст, казва: „Може за Нийл това да е била малка крачка, но за мен е голяма“.
Конрад събира първите образци лунен грунт. Краката му затъват дълбоко в лунния прах и се налага да ги вдига високо при ходене. Прахът покрил скафандрите и всички предмети, които използват астронавтите. По тяхна оценка, дълбочината на слоя прах била значително по-голяма от тая на мястото на кацане на кораба „Аполо-11“.
Бийн се спуска на повърхността на Луната половин час след Конрад и пренася камерата за цветна телевизия за да я закрепи на статива. При това камерата излиза от строя (работи преди това около половин час). Всички опити да бъде поправена камерата завършват с неуспех. Един от астронавтите даже леко я удря с чук, което предизвиква поява върху екрана на цветни ивици, но след това изображението отново изчезва.
Специалисти на Земята предполагат, че е пострадал светочувствителният слой на телевизионната тръба в резултат на това, че камерата в продължение на 10 – 15 секунди била случайно обърната към Слънцето или към корпуса на лунния модул, отразяващ слънчевите лъчи. Опитите да се оправи камерата продължават и по време на второто излизане на астронавтите на повърхността на Луната, но без успех. Камерата била върната на Земята за анализ на причините за тая неизправност (затова астронавтите впоследствие се принуждават да оставят на Луната около шест килограма лунен грунт, събран по време на първото излизане).
Бийн и Конрад разполагат на лунната повърхност научна апаратура и събират допълнителен комплект образци лунен грунт, Бийн подхвърля пластмасовия капак на един от уредите, който по неговите думи се издига на височина сто метра.
Първото излизане на астронавтите на повърхността на Луната продължава около четири часа. При това част от запасите на автономните ранични системи за жизнеобезпечаване остават неизразходвани. След завръщането си в лунния модул астронавтите ги дозареждат с вода и кислород.
След хранене и сън (Конрад спи в скафандъра, защото се бои, че при снемането му лунният прах ще се разпръсне из цялата кабина) и още едно хранене, астронавтите се подготвят за второ излизане на лунната повърхност.
Люкът е отворен в 131 часа 32 минути 00 секунди бордно време. Конрад се спуска на повърхността на Луната след 8 минути, Бийн – след 15.
Астронавтите поправят един от научните уреди (падналият йонизационен манометър) и започват да събират образци грунт, едновременно коментирайки характера на местността. Конрад хвърля два пъти в кратерите неголеми камъни, което е регистрирано от сеизмографите, монтирани от астронавтите при първото им излизане.
Астронавтите решават, че е по-лесно да съберат образци не с помощта на инструментите, а с ръце. Когато един от тях се навежда за да вземе образец, вторият го придържа. Веднъж Конрад пада, но както отбелязва, на Луната падането става толкова бавно, че няма опасност скафандърът да се повреди от удара в камъните.
Астронавтите приближават ръба на кратера, в който се намира апаратът „Сървейър-3“ и започват спускане вътре. Грунтът на склона е здрав и нетрошлив и подсигуряване с въжета не се налага. Астронавтите оглеждат и фотографират апарата. Както е предвидено, демонтират някои негови детайли, за да ги върнат на Земята.
По обратния път към лунния модул продължават да събират образци. При второто излизане дължината на изминатия маршрут е 1,5 км, а продължителността на излизането – 3 часа 54 минути.
Час след края на второто излизане астронавтите отново разхерметизират кабината на лунния модул и отварят люка, за да изхвърлят станалите ненужни предмети. При което погрешно е изхвърлена една фотолента. Отначало предполагали, че е лента със снимки. Но по-късно се изяснило, че това е неизползвана лента.

## Завръщане на Земята
Стартът от Луната е в 142 часа 03 минути 47 секунди от полетното време.
Престоят на Луната е 31 часа 31 минути 04 секунди.
Стиковката на излитащата степен на лунния модул и командния модул е осъществена на сто четиридесет и шестия час на полета. Сближаването, снимано в командния модул от Ричард Гордън, се предава по телевизията.
Конрад и Бийн почистват с прахосмукачка скафандрите и предметите. След два часа преминават в командния модул.
След час командният модул и лунният модул са разстиковани. С помощта на спомагателните двигатели командният модул е отведен на безопасно разстояние.
След това по команда от Земята е включен на спирачен режим двигателят на степента за излитане на лунния модул и както е предвидено тя пада на Луната. Ударът е регистриран от уредите оставени на повърхността от астронавтите.
На сто седемдесет и третия час от полета, по време на четиридесет и шестата обиколка на командния модул около Луната, е пуснат основният двигател, който привежда кораба на траектория към Земята. Отделянето на отсека за екипажа от служебния отсек на командния модул става на 245-ия час от полета.
Кабината с екипажа се приводнява в 244 часа 25 минути 46 секунди на полетното време на 4,5 километра от самолетоносача „Хорнет“(CV-12) (англ. Hornet (CV-12))
Координатите на мястото на кацане са 15°49′ ю. ш. 165°10′ з. д. / 15.816667° ю. ш. 165.166667° з. д. (G)-15.816667, -165.166667.
Във водата кабината с екипажа отначало се установява в неправилно положение (с дъното нагоре), но след няколко минути с помощта на надувните балони-поплавъци е преобърната в нормалното положение.
Леководолази подлагат под кабината понтони, подават през люка на астронавтите чисти дрехи и маски с респиратори.
Вертолет пренася екипажа на борда на самолетоносача 1 час и 10 минути след приводняването.

## Цитати
| „ | Упиии! Човече, това може да е било малка крачка за Нийл, но е доста голяма за мен. | “ |
| Чарлс Конрад (сравнително по-нисък от Нийл Армстронг), след като стъпва на лунната повърхност за първи път. |                                                                                    |   |